# Claude Baux
Claude Baux (27 de agosto de 1945) es un deportista francés que compitió en piragüismo en la modalidad de eslalon. Ganó una medalla de bronce  en el Campeonato Mundial de Piragüismo en Eslalon de 1969, en la prueba de C1 por equipos.

## Palmarés internacional
| Campeonato Mundial | Campeonato Mundial            | Campeonato Mundial | Campeonato Mundial |
| Año                | Lugar                         | Medalla            | Competición        |
| ------------------ | ----------------------------- | ------------------ | ------------------ |
| 1969               | Bourg-Saint-Maurice (Francia) | Medalla de bronce  | C1 por equipos     |